# زاويتان تشتركان بالرأس

كل زاويتين متقابلتين مشتركتين بالرأس تكونان متساويتان A=B, C=D

الزاويتان المشتركتان بالرأس هما زاويتان
تشتركان بالرأس وبالضلعين ولكن تكونان متقابلتان بالاتجاه. تكون مثل هذه الزوايا ذات قياس متساوي. تنتج الزوايتان المشتركتان بالرأس عن تقاطع مستقيمين حيث ينتج عند نقطة تقاطعهما أربع زوايا يكون كل زوج متقابل منهما متساوياً.